# Calceolaria polifolia
Calceolaria polifolia är en toffelblomsväxtart som beskrevs av William Jackson Hooker. Calceolaria polifolia ingår i släktet toffelblommor, och familjen toffelblomsväxter. Inga underarter finns listade i Catalogue of Life.